# ニーラ (インド神話)

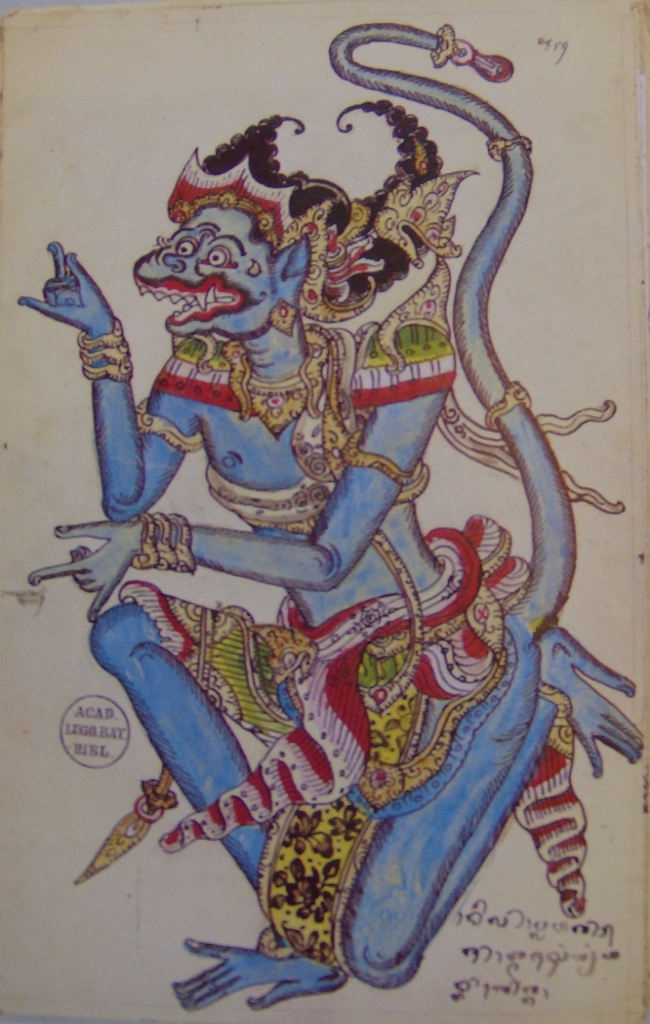
青色で描かれたニーラ。1880年頃、バリ島。

ニーラ（梵: नील, Nīla）は、インド神話に登場するヴァナラ族（猿）である。ニーラとは 「青」を意味する。叙事詩『ラーマーヤナ』によると火神アグニの子で、ヴァナラ族の主要な指導者の1人としてヴァナラ族の一派を率いて王であるヴァーリンおよびスグリーヴァに仕え、アヨーディヤーの王子ラーマとラーヴァナとの大戦争では武将の1人として活躍した。

## 神話
ヴァーリンを打倒したスグリーヴァは王位に就くと、ヴァナラ族を総動員して行方の分からないラーマ王子の妻シーターの捜索に乗り出した。ニーラはスグリーヴァに命じられて各地からヴァナラ族を招集した。またアンガダとブリハッドヴァジャの指揮のもと、ハヌマーン、ジャームバヴァット、マインダ、アグニプトラ、ガヤらとともに南方の捜索隊に加えられ、ヴィンディヤ山脈やダンダカの森、マラヤ山脈などを捜索した。
ラーマ王子率いるヴァナラ軍がランカー島に上陸すると、ニーラはアンガダとともに軍隊の正面中央に配置された。そのためラークシャサの斥候の1人サーラナがヴァナラの軍勢を説明したとき、ニーラは最初に名前が挙げられ、その次にアンガダの名前が挙げられた。進軍して都市ランカーを包囲した際にはマインダ、ドゥヴィヴィダとともにラークシャサ軍の総帥プラハスタが守る城壁の東門を攻撃し、両軍が激突するとニーラはクムバカルナの息子ニクムバと戦った。この大戦争でニーラが挙げた最も輝かしい武功はランカーの軍勢の3分の1を率いて戦ったプラハスタを討ったことである。ニーラは矢の雨を降らせるプラハスタの攻撃を耐え、シャーラ樹を振るってプラハスタの馬を打ち殺し、弓を破壊した。するとプラハスタは棍棒を握って戦車から飛び降りたため、両者はたがいの武器で激しく打ち合った。しかしプラハスタがニーラの樹木による攻撃をものともしなかったので、突進してくるプラハスタに対して巨岩を持ち上げ、相手の頭に投げつけて殺した。その後、アンガダがデーヴァーンタカ、トリシラス、マホーダラから攻撃を受けた際にはハヌマーンとともに救援に駆けつけ、トリシラスとマホーダラの攻撃に苦しみながらも巨岩を投げつけて、マホーダラを騎乗する戦象もろとも押し潰して殺した。戦後は他のヴァナラの将たちとともにアヨーディヤーを訪れ、ラーマの即位式に出席した。

## その他のニーラ
- 『マハーバーラタ』の登場人物。クルクシェートラの戦いでアシュヴァッターマンに殺された[1]。
- スメール山の南にある山脈の名前[1]。